# ゴゴイチ! 〜SPACE SHOWER CHART SHOW〜
『ゴゴイチ! 〜SPACE SHOWER CHART SHOW〜』（ゴゴイチ スペースシャワー チャートショー）は、スペースシャワーTVで放送されている音楽番組である。2003年4月放送開始。2006年3月26日をもって終了した。後続番組は「SPACE SHOWER HOT 50 チャート★コバーン」（毎週金曜日 18:30 - 20:00（生放送））となる。タイトルの由来は、「この番組は毎週日曜日の午後1時からの生放送だから」である。ただし、週に何回か再放送もされていた。

## VJ
- やまだひさし（番組開始時から番組終了まで）
- 山野ゆり（2004年11月から番組終了まで）
- 岡田茉奈 （2005年7月から番組終了まで、コカコーラ×スペースシャワーCHOICE担当）

- 鈴木繭菓（番組開始時から2004年10月まで）
- 金子貴俊（番組開始時から2004年3月まで）
- 小阪由佳（2004年6月から2005年3月まで、コカコーラ×スペースシャワーCHOICE担当）

## ナレーション
- 初代：くまいもとこ（番組開始時から2005年4月まで）
- 2代目：鈴木千尋（2005年5月から番組終了まで）

## コーナー
- ゴゴイチ!NEWS 音楽ニュース
- ゲストコーナー - 毎週2組程度のアーティストが登場
  - 最近の出来事や今ハマッているもの、履歴書トーク（初登場のアーティスト）などのフリートークから始まって、CMを挟み新作の紹介。という流れが多かった。
- SPACE SHOWER TV ORIGINAL CHART TOP50の発表
  - PICK UP 初登場曲や注目曲から数曲をピックアップ。アーティストからのコメントを流すときもあった。
  - TOP1予想 正解者の中から抽選で、1名に音楽ギフトカード1万円分を、5名に「ゴゴイチ！ステッカー」をプレゼント
    - 30位以上になると、それぞれの曲に2～3行のコメントが表示されていた。内容は、アーティストの近況などである。
- ゴゴイチ!友の会 - 下記参照
- コカコーラ×スペースシャワー CHOICE
- スペシャモバイル着メロダウンロードランキングTOP10
- ゴゴイチ!テレフォン - エンディング時に、時間があるときのみ、視聴者に電話
- ゴゴイチ!ムービーメール（2005年3月頃終了） - 携帯電話のムービーメール機能を活用し、視聴者がアーティストに質問できるコーナー。ただしauのみである。（KDDIが番組スポンサーだったため）
- キョウイチ!（2004年4月から2004年10月まで） - エンディング後、薄暗いスタジオの中で「放送中の印象的だったこと」を、やまだが一人で振り返る、10秒程度のコーナー。但し、やまだがMr.Childrenのコンサートへ向けて出発してしまったため、鈴木が一人でやったことがある。その時鈴木は「やまさんずるい。」などといっていた。
- ミタイチ! - ゲストがリクエストしたビデオクリップを紹介するコーナー。不定期であった。

## ゴゴイチ!友の会

### 会報
「ゴゴイチ!友の会 VIP会員」とされているアーティストから会報（ビデオメッセージ）が届く。会報名は「○○イチ!」で、○○にはアーティストに因んだ名前が入る。ここではいくつか例を挙げておく。
- - 「アイイチ!」（aiko）
  - 「アイチ!」（AI）
  - 「アジイチ!」（ASIAN KUNG-FU GENERATION）
  - 「アライチ!」（嵐
  - 「ウルイチ!」（ウルフルズ）
  - 「エーイチ!」（AKB48）
  - 「エグイチ!」（EXILE）
  - 「オレイチ!」（ORANGE RANGE）
  - 「カネイチ!」（金子貴俊）
  - 「カプイチ!」（奥田民生）…月ごとの広島東洋カープの戦績を振り返る。（2004年限定）
  - 「キヨイチ!」（清春）
  - 「クレイチ!」（KREVA）
  - 「グレイチ!」（GLAY）
  - 「ゴーゴーイチ!」（GO!GO!7188）…ゴゴイチ!友の会に、最後に加入したアーティスト。
  - 「スカイチ!」（東京スカパラダイスオーケストラ）
  - 「スガイチ!」（スガシカオ）…ゴゴイチ!友の会1発目のアーティスト。
  - 「スネイチ!」（スネオヘアー）…ゴゴイチ!友の会2発目アーティスト。
  - 「ソウイチ!」（GOING UNDER GROUND及びVo.の松本素生からの会報）…内容のほとんどが松本が何かを食べている場面。宣伝は一切なしで、間違えてその話題になってしまった時は「新曲は出ないし、ツアーにもいきません。」などと言う。最終回では珍しくギターの弾き語りを披露した。
  - 「大・中・小イチ!」（HOME MADE 家族）
  - 「ツジイチ!」（つじあやの）
  - 「ドイチ!」（L'Arc〜en〜CielのボーカルHYDE）
  - 「トウヨウイチ!」（クレイジーケンバンド）…キャッチコピーの「東洋一のサウンドマシーン」より。「剣さんはゴゴイチのことを知らないんじゃないか」という疑惑があった。
  - 「ノバイチ!」（nobodyknows+）
  - 「ヒャクイチ!」（100s）
  - 「ポルイチ!」（ポルノグラフィティ）
  - 「マツイチ!」（SOPHIAのボーカル松岡充）…ゴゴイチ友の会3発目アーティスト。KREVAと共に「クマイチ!」として出演したことも。
  - 「モーイチ!」（モーニング娘。）
  - 「モリイチ!」（森山直太朗）
  - 「ヤマイチ!」（やまだひさし）…やまだひさしのラジアンリミテッドDXの舞台裏など。
  - 「ユウイチ!」（MCU）
  - 「ユズイチ!」（ゆず）
  - 「ライチ!」（木村カエラ）
  - 「リプイチ!」（RIP SLYME）
  - 「レミイチ!」（レミオロメン）…ゴゴイチ!友の会最終回で、大トリを務めた。VJの山野ゆりにバンド名を「レミオメロン」と間違えられたために最終回にマスクメロンを贈った。やまだは「間違えてみるもんだな。」と発言し、「レミオフォアグラ」と連呼していた。

- - 氣志團は「マキガミコウイチ!」「イシダジュンイチ!」「オケタイチ!（「地井武男」の逆読み）」などマニアックな名前に毎回改名していた。

### マンスリーアーティスト
毎月1組のアーティストが1か月にわたり独自の企画で出演。2004年4月 - 2005年8月まで続いたコーナー。
- 2004年4月:SOFFet
- 5月:ASIAN KUNG-FU GENERATION…「ゴゴイチ!」のパロディー番組「ゴゴッチ! 〜SPACE SHOWER CHANT SHIYO〜」を2週にわたり放送。
- 6月:nobodyknows+…地元名古屋で鈴木繭菓とデート。
- 7月:orange pekoe
- 8月:HY
- 9月:ジャパハリネット
- 10月:野狐禅
- 11月:フジファブリック…メンバーそれぞれが料理を作り今後について語るというもの。
- 12月:スキマスイッチ…メンバー2人きりでの忘年会。
- 2005年1月:GOING UNDER GROUND…メンバーの石原主演ドラマ制作。タイトルは「2分40秒」で「24 -TWENTY FOUR-」のパロディー。
- 2月:HOME MADE 家族…ギネスブックの記録に挑戦するが失敗に終わる。
- 3月:レミオロメン
- 4月:Caravan
- 5月:ACIDMAN…神ノ川キャンプ場でのキャンプ。
- 6月:風味堂
- 7月:DEPAPEPE
- 8月:アナログフィッシュ

### ゴゴイチ!友の会一般会員
視聴者のためのもので、入会すると毎週土曜日にメールマガジンが発行された。その中には1位予想クイズのヒント（…というか答え）も載っていた。また、公開生放送などに参加出来るようになっていた。番組終了とともに会員募集も終了。

## 備考
- 毎年8月頃に上半期ランキング、12月頃に年間ランキングが発表されていた。
- 年に2回程度総集編もあった。このときだけは、生放送ではない。
- 唯一海外からの生中継で出演したアーティストはSHERBETSである。PV撮影のため訪れていたニュージーランドからの出演だった。
- この番組内で、世界初オンエアーされたビデオクリップも数多い。この中には、BUMP OF CHICKENの「車輪の唄」、「supernova」、ORANGE RANGEの「*〜アスタリスク〜」、MCUfeat.Ryoji（ケツメイシ）の「いいわけ」などがある。「さっき六本木に届いたばかり、出来立てほやほやです。」などと言ってオンエアーすることが多い。
- ASIAN KUNG-FU GENERATIONのメンバーに、パロディー番組を作られたことがある。タイトルは「ゴゴッチ! 〜SPACE SHOWER CHANT SHIYO〜」。
- テレビに生で出演することがほとんどないBUMP OF CHICKENやASIAN KUNG-FU GENERATIONなどが出演する時は反響が大きく、数百通を超えるメールが来た。また大量のアーティストへの手紙（大半がイラスト付き）が壁に貼り付けられていた。Dragon Ashに至ってはライブ中継を除けば21世紀に入って以降初めてのTV生出演を果たした。
- DEPAPEPEが「ゴゴイチのテーマ-SPRING VERSION-」を作成したことがある。「ゴゴイチ!友の会」のコーナーの時流された。この曲は現在のところCD未収録である。
- 記念すべき第1組目のゲストは清春で、最後のゲストはSOPHIAの松岡充である。
- エグゼクティブプロデューサーは、SOPHIAの松岡充である（と、松岡本人は言い張る）。松岡出演の度にエンドクレジットにも表記された。
- 最後の1位はASIAN KUNG-FU GENERATIONの「ワールドアパート」だった（4週連続1位を記録）。
- 最後のパワープレイはチャットモンチーの「恋の煙」。したがって番組のトリを飾った曲&PVともなった。
- ゲスト出演回数最多アーティストはASIAN KUNG-FU GENERATION・SOFFet・GOING UNDER GROUNDで、6回である。
- 最終回、かつてVJを担当していた鈴木繭菓と金子貴俊がVTRで出演した。

## 関連アーティスト
- ASIAN KUNG-FU GENERATION